# Breviarium-Grimani

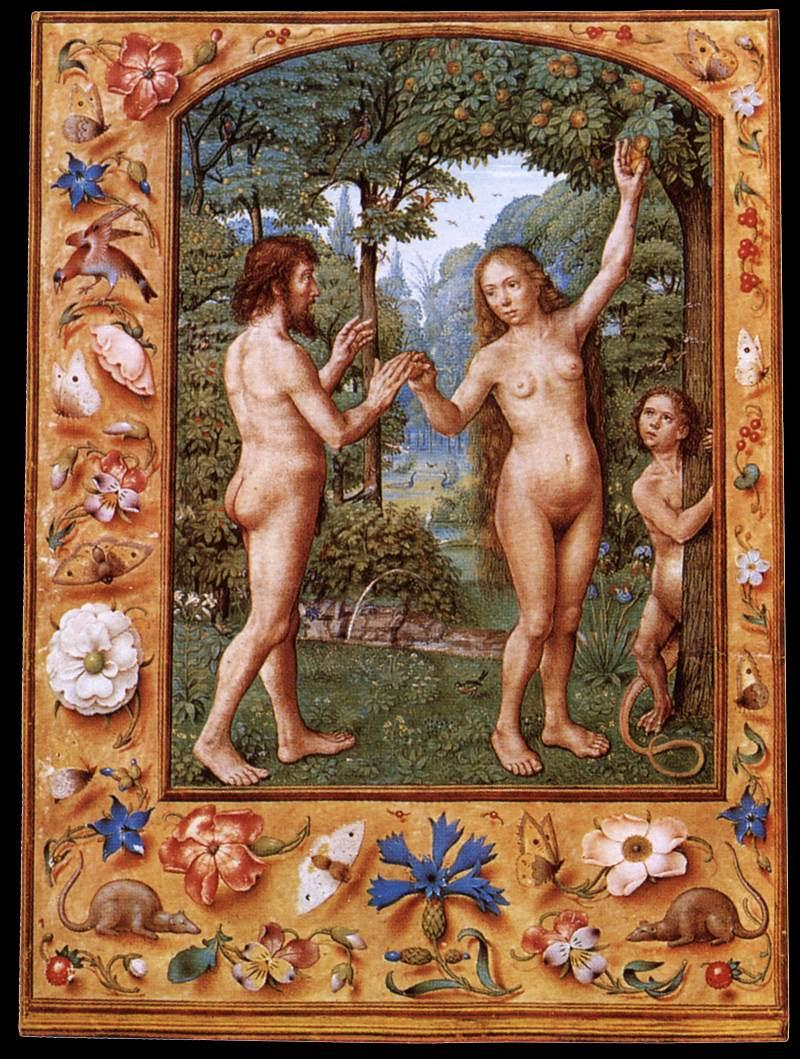
Breviarium Grimani, f286v bij het begin van het psalter, de zondeval

Het Breviarium Grimani is een brevier uit de 16e eeuw (1510-1520). Een dergelijk boek bevat de gebeden die een geestelijke van de Katholieke Kerk dagelijks moet bidden. In de late middeleeuwen lieten ook koningen, koninginnen en de hogere adel zulke gebedenboeken maken, meestal rijkelijk versierd, waarvoor de term lekenbrevier gebruikt wordt. Het brevier was veel omvangrijker dan het getijdenboek, het gebedenboek dat door leken gebruikt werd voor hun dagelijkse gebeden, en men kon er dus veel miniaturen in kwijt. Het lekenbrevier was dan ook veel meer een prestigeobject dan een boek voor dagelijks gebruik. Het Breviarium Grimani is zo'n lekenbrevier dat voor een onbekende opdrachtgever in het begin van de 16e eeuw in Vlaanderen werd gemaakt en verlucht is door de bekendste kunstenaars van die tijd. Het werd vernoemd naar een van zijn eerste eigenaars, kardinaal Domenico Grimani, die het aan de republiek Venetië schonk. Het boek wordt bewaard in de Biblioteca Marciana met als signatuur cod. Lat. I,99.

## Geschiedenis
De persoon die het handschrift bestelde is onbekend, maar er zijn wel aanwijzingen. Zo is bekend dat een van de vroege bezitters van het handschrift, Antonio Siciliano geheten, in opdracht van Massimiliano Sforza, de hertog van Milaan, in 1514 in Vlaanderen verbleef aan het hof van Margaretha van Oostenrijk. Het is mogelijk dat hij het handschrift gezien en gekocht kan hebben; alleszins is zijn wapen in het handschrift terug te vinden op folium 81r. Siciliano was kamerheer en secretaris van Massimiliano, maar de laatste werd na de verloren Slag bij Marignano in september 1515 gedwongen zijn hertogstitel te verkopen aan koning Frans I van Frankrijk en zal niet meer in de markt zijn geweest voor het kostbare boek.
In 1520 verkocht Siciliano het brevier in Venetië of in Rome aan kardinaal Domenico Grimani voor de som van 500 gouden dukaten. Een secretaris bij de hertogelijke administratie had toentertijd een jaarsalaris van 100 dukaten en een gedrukte Bijbel kostte in die tijd tussen de 6 en 8 dukaten.
De eerste documentaire vermelding van het handschrift komt uit het eerste testament van Domenico Grimani van 2 oktober 1520, waarin hij het handschrift schenkt aan Vincenzo Grimani. Dit testament wordt opgemaakt in zijn woning in Noventa door de notaris Bonifacio Soliano. Hij laat een tweede testament opmaken in augustus 1523, de maand waarin hij zou overlijden, in zijn Sint Marcuspaleis in Rome, waarin hij het boek nalaat aan zijn neef Marino Grimani die hem was opgevolgd als Patriarch van Aquileia in 1517. Na diens dood moest het boek aan de doge van de Republiek Venetië worden geschonken om het voor altijd te bewaren bij de schat van San Marco.
Na de dood van Marino in 1546 gaat het boek naar Giovanni Grimani, de broer en erfgenaam van Marino en de laatste telg van het geslacht Grimani. In 1592 wordt Giovanni Grimani zwaar ziek en draagt hij het handschrift over aan de Procura van San Marco; hierover bestaat een verslag van Marcantonio Barbaro in naam van Giovanni Grimani, gedateerd op 30 november 1592. Maar Giovanni geneest en het handschrift wordt hem teruggegeven in 1593. In 1594, na het overlijden van Giovanni, komt het breviarium uiteindelijk terecht bij de procuratoren van San Marco en vandaar in de kapel van de dogen. Het boek figureert in een inventaris van 20 april 1600.
Op 6 mei 1784 brengt koning Gustaaf III van Zweden een bezoek aan Venetië en bezoekt de schat van de San Marco in de dogenkapel. In het gezelschap bevindt zich ook Jacopo Morelli (1745-1819), hoofdconservator en later directeur van de Biblioteca Marciana. Hij krijgt het handschrift daar voor het eerst te zien en zal alles in het werk stellen om het te laten overbrengen naar de bibliotheek. Hij moest echter wachten tot na de ondergang van de republiek Venetië. Bij de Vrede van Leoben (1797) werd Venetië overgedaan aan Oostenrijk. Pas op 23 november 1801 wordt het breviarium overgedragen aan de Biblioteca Marciana.

## Codicologische Beschrijving
Het handschrift is geschreven in het Latijn. Het is gebaseerd op een Breviarium Romanum voor Franciscaans gebruik gedrukt in 1477 op last van Paus Sixtus IV.
Het handschrift bevat 831 folia van 280 x 215 mm.
De tekst is geschreven in een gotica rotunda in bruine inkt, in twee kolommen van 31 lijnen, het tekstblok meet 155 x 115 mm.
Het bevat in totaal 50 volbladminiaturen, 18 grote miniaturen en 18 kleinere. Daarnaast zijn er nog 12 bas de page miniaturen in de kalender.

## Inhoud
Een brevier bevat de gebeden die de geestelijken dagelijks moeten reciteren. Het ontstond in de abdijen en was het boek dat uiteindelijk gebruikt werd bij het getijdengebed.
De meeste brevieren bevatten vooreerst de 150 psalmen toegeschreven aan Koning David en daarnaast gebeden specifiek voor de dag, in functie van het kerkelijk feest dat gevierd wordt of van de heilige die op die dag herdacht wordt. De psalmen worden voorafgegaan en gevolgd door antifonen, lezingen of teksten uit de heilige schriften, verzen en responses. Naast de psalmen worden ook hymnen en kantieken gebeden.
De indeling van het breviarium Grimani ziet er als volgt uit:
| Sectie                                              | Plaats          | Omschrijving                                                          |
| --------------------------------------------------- | --------------- | --------------------------------------------------------------------- |
| De kalender                                         | ff. 2v – 14r    |                                                                       |
| Het tijdeigen                                       | ff. 14v – 274v  | Tijdeigen voor het volledige kerkelijk jaar, beginnend bij de advent. |
| rubrieken voor de feestdagen                        | ff. 278r – 285v | Uitleg over de klasse van de feestdagen en hun onderlinge rangorde    |
| De psalmen                                          | ff. 286v – 400v | Psalmen en hymnen                                                     |
| Gemeenschappelijke der heiligen                     | ff. 401r – 448v |                                                                       |
| Officie voor de doden en officie van de maagd Maria | ff. 449r – 467r |                                                                       |
| Eigene der heiligen                                 | ff. 468v – 831v | Van de heilige Andreas (30 november) tot Saturin (29 november)        |

## Het verluchtingsprogramma

### Margeversiering
De margeversiering bestaat uit drie hoofdtypes. Er zijn een aantal volbladminiaturen zonder margeversiering, de andere folia waarop een miniatuur is aangebracht hebben ofwel een marge die eruitziet als een architecturale lijst ofwel een zogenoemde Gents-Brugse strooirand.
In het eerste type, de architecturale lijst, wordt het eigenlijke kader van de miniatuur, dat lijkt op een houten gotische schilderijlijst, naar de buitenzijde en de onderzijde van de pagina uitgebreid en hierin worden zeer sculpturaal uitziende taferelen of beelden geschilderd. Het geheel simuleert een retabel, waarin de miniatuur dan het centrale geschilderde hoofdtafereel is. De marge is houtkleurig met een gouden glans. Soms zijn in deze retabelmarge extra miniaturen aangebracht, als kleine schilderijtjes in de “gebeeldhouwde” marge.
Het tweede type, de Gents-Brugse strooirand, wordt gebruikt voor de marges bij de alleenstaande volbladminiaturen en bij de kleinere kolombrede miniaturen. In dit type van randversiering kan men ruwweg drie subtypes onderscheiden:
- Een gekleurde marge met daarover bloemen gestrooid en tussen de bloemen vogels en insecten.
- Een gekleurde marge met acanthusranken versierd en daartussen bloemen, vogels en insecten.
- Een gekleurde marge met daarop juwelen en parels, de juwelen zijn soms in bloemvorm

Dan zijn er nog drie bijzondere bladindelingen voor de volbladminiatuur.
- In de eerste zien we in een rechthoekig kader een tondo en in het rechthoekige kader andere afbeeldingen die de hoofdminiatuur illustreren (folium 449v).
- In de tweede toont de hoofdminiatuur het interieur van een kerk en in de marge wordt de buitenkant en het voorplein getoond (folium 450r).
- Het blad is versierd met schuine balken, die van links naar rechts lopen in een hoek van ongeveer 60 graden ten opzichte van de onderste miniatuurrand. Die balken zijn afwisselend gekleurd en afwisselend bestrooid met bloemen, bessen en acanthusranken. De miniatuur is als het ware hierover geschilderd. (folium 660v).

De meeste pagina’s die tekst bevatten hebben een versierde marge langs de buitenzijde van het tekstblok; hiervoor worden zo wat alle margetypes gebruikt die men naast de miniaturen terug vindt, dus zowel Gent-Brugse strooiranden als geschilderde scènes en architecturale lijsten. Een aantal voorbeelden kan men terugvinden in de presentatie van Tiziana Plebani (zie de bronnen hieronder). De teksten naast de grote alleenstaande miniaturen (die niet in een diptiek zijn verwerkt) krijgen een vierzijdige marge in dezelfde stijl als die van de miniatuur.

### Miniaturen
Een groot aantal van de miniaturen zijn in het boek geplaatst als diptiek. Er wordt dan een volbladminiatuur geschilderd op de versozijde en een andere op de rectozijde, zodat het opengeslagen boek op een tweeluik lijkt. Die diptieken worden gebruikt om de belangrijke onderdelen in het boek aan te kondigen. Miniaturen die alleen voorkomen hebben bijna steeds een marge van het strooirandtype, de marge van het retabeltype komt slechts vier keer voor buiten een diptiek.
De kalenderminiaturen zijn zonder twijfel het meest bekend en het meest beschreven. Zoals in het beroemde voorbeeld van de Très riches heures van de Gebroeders Van Limburg, bestaan ze telkens uit een diptiek. Het breviarium was het eerste handschrift in honderd jaar tijd dat de techniek van de gebroeders van Limburg weer gebruikte. Op de versobladzijde illustreert een volbladminiatuur de werken of de genoegens van de maand. Bovenaan ziet men Apollon of Helios op zijn zonnewagen door de hemel reizen. Op de recto zijde wordt de kalendertekst voor de betrokken maand gegeven in twee kolommen. De tekst is omkaderd met een architecturale lijst. In die lijst vindt men een aantal beelden van heiligen of feestdagen die in de maand gevierd worden, en onderaan een miniatuur, gerelateerd aan de werken van de maand. Bovenaan zien we de dierenriemtekens van het begin en van het einde van de maand. De Jacobus-meester inspireerde zich zeer duidelijk op de Très riches heures zoals in de voorbeelden hieronder duidelijk is te zien.

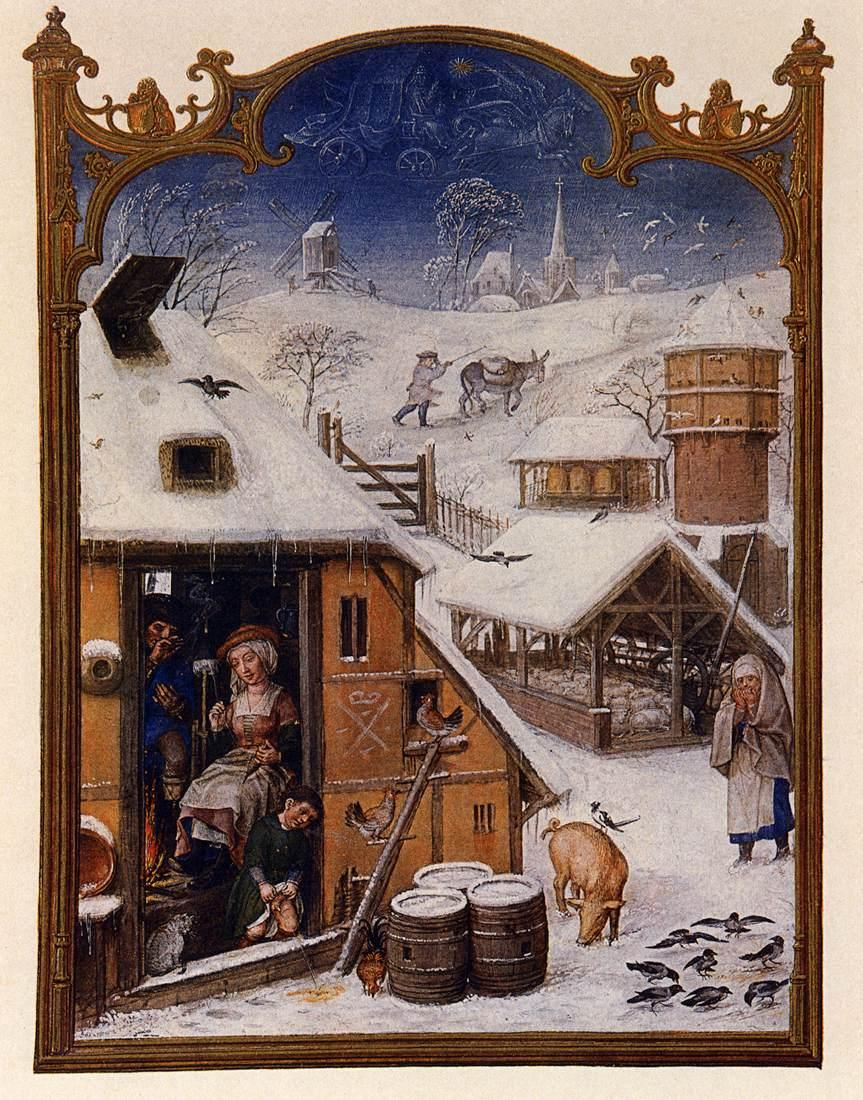
Breviarium Grimani, februari
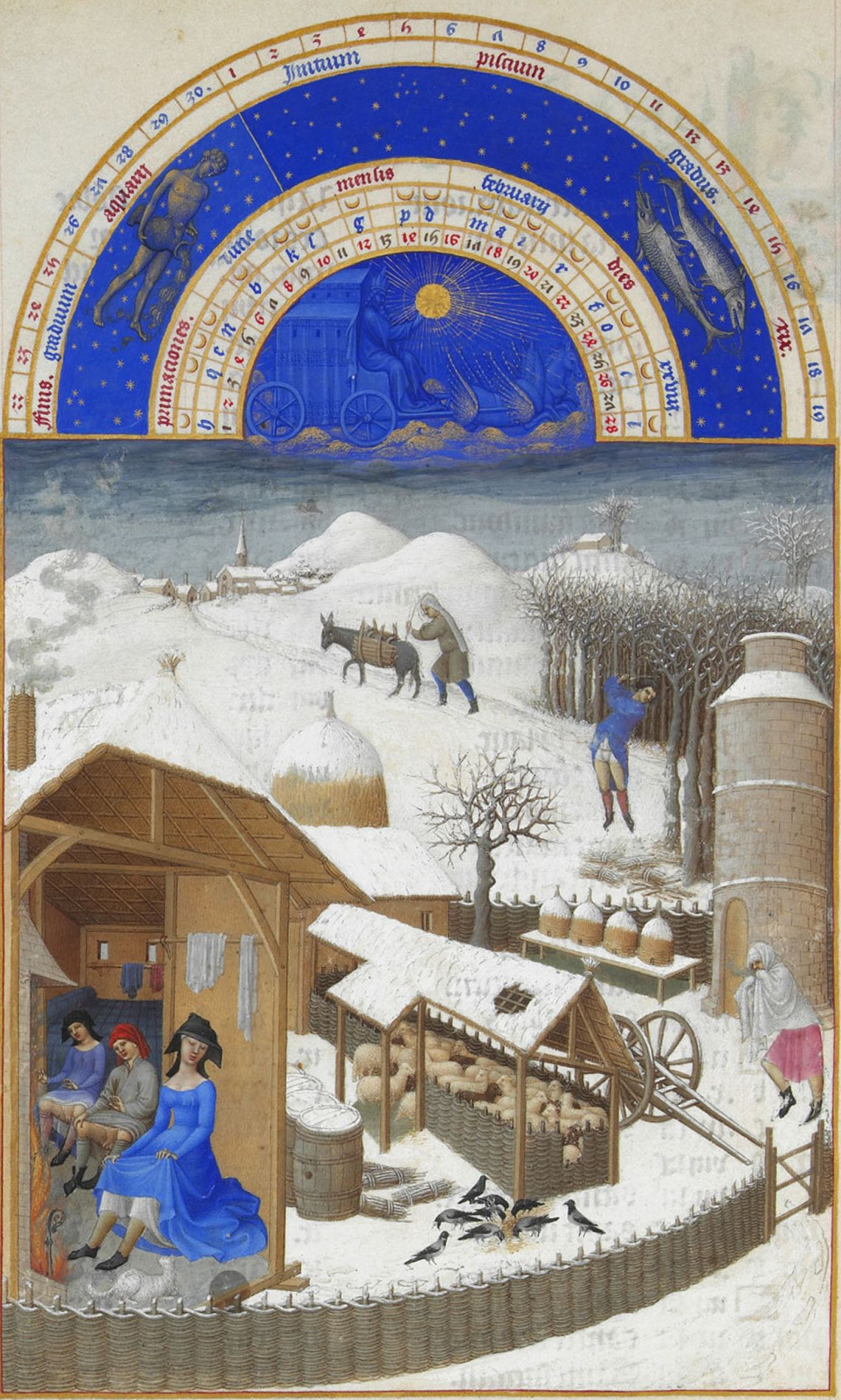
Très riches heures, februari
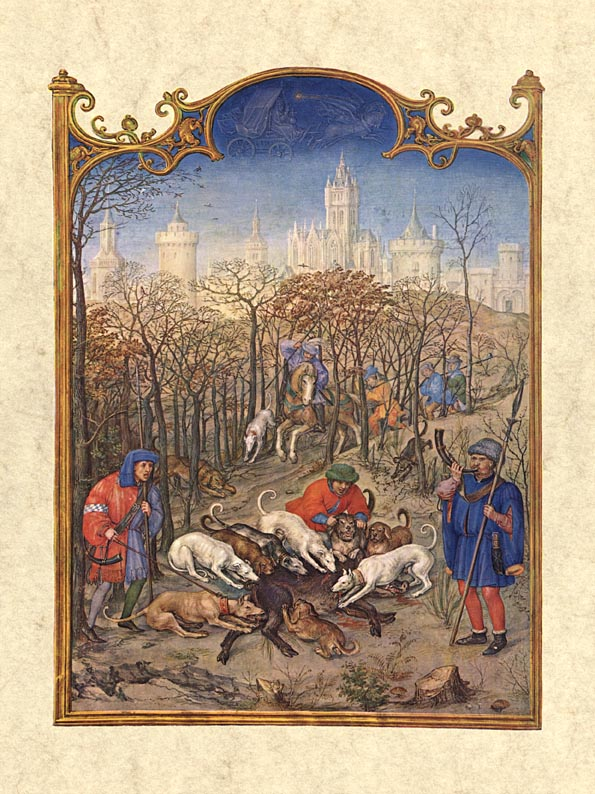
Breviarium Grimani, december
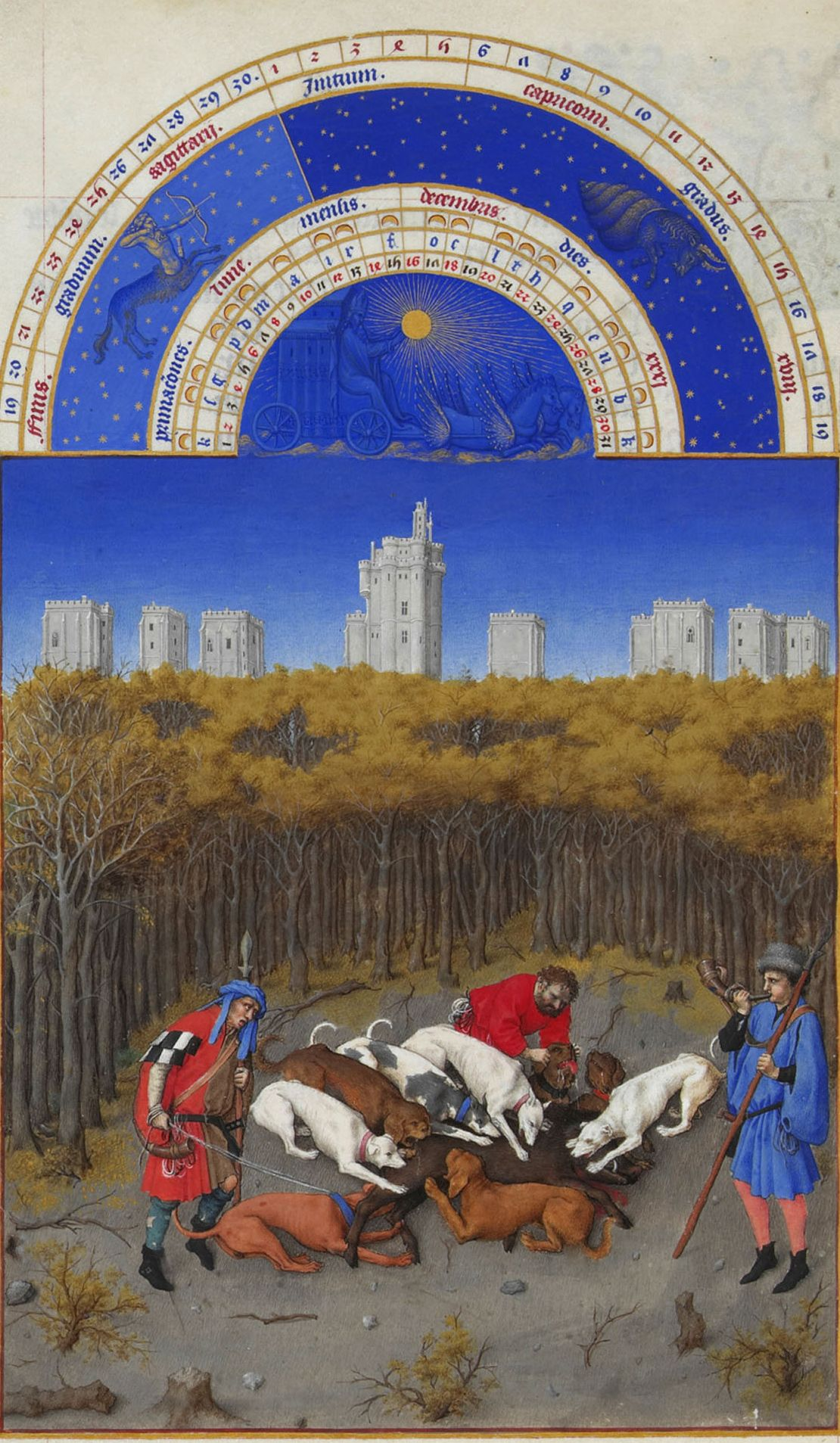
Très riches heures, december
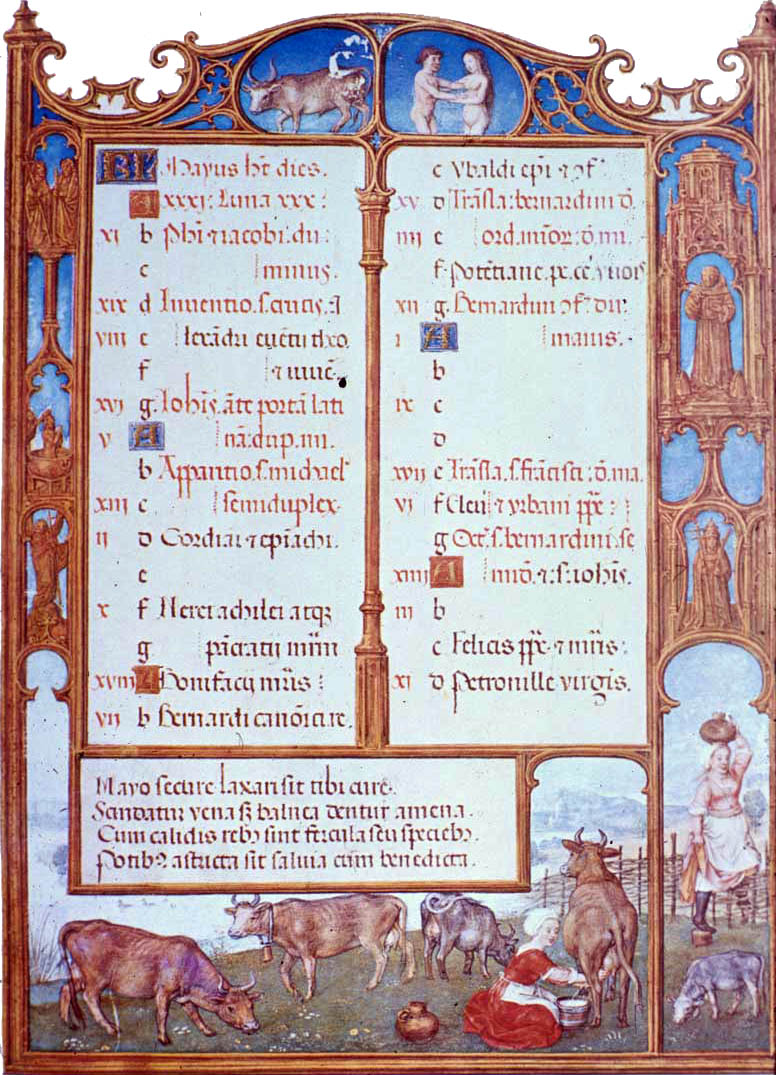
Breviarium Grimani, voorbeeld van kalender tekstpagina, maand mei

### Kleine miniaturen
Er zijn ook een aantal kleine miniaturen terug te vinden in het eigene der heiligen. Deze miniaturen hebben de breedte van een tekstkolom en zijn elf of twaalf lijnen hoog. Sommige zijn rechthoekig, andere hebben bovenaan een boog. De bladzijden waarop deze miniaturen voorkomen zijn steeds versierd met een volledige, vierzijdige marge van het strooirandtype. De kleine miniaturen zijn altijd vergezeld van een initiaal van meestal 7 lijnen hoog. Die initialen worden getekend op een eenvoudige gekleurde achtergrond en de letter is uitgevoerd in acanthusranken. Soms is de initiaal versierd met een bloem binnenin.

### Initialen
De grotere initialen die in het handschrift voorkomen zijn minder uitbundig versierd dan in vergelijkbare handschriften. In het Breviarium van Isabella van Castilië bijvoorbeeld wordt voor alle initialen een achtergrond van bladgoud gebruikt, hier krijgt de initiaal alleen een schijn van goudinkt mee en ook de initiaal zelf is veel minder uitgewerkt dan in het Isabellabrevier.
Over de lijnvullers kan men ongeveer hetzelfde zeggen als over de initialen: ze zijn er, maar veel soberder afgewerkt dan in andere manuscripten.
Een voorbeeld van de initialen, lijnvullers en margeversiering van een tekstbladzijde wordt getoond op de website van Salerno Editrice.

## De kunstenaars
In 1521 kon Marcantonio Michiel het brevier inzien en hij schreef daarover het volgende:
"...l' officio celebre, che Messer Antonio Siciliano vende al cardinale per ducati 500, fu inminiato da molti maestri in molto anni, lui in sono imminiature de man de Zuan Memelin, de man di Girardo de Guant, de Lieveno da Anversa ...".
Vrij vertaald luidt dit:
"... het beroemde brevier dat Antonio Siciliano verkocht aan de kardinaal voor 500 dukaten werd verlucht door verschillende meesters over verscheidene jaren. In het boek vinden we miniaturen van Hans Memling, Gerard van Gent en Lieven van Antwerpen".
Deze toeschrijving werd later door de kunsthistorici verworpen: Hans Memling was al gestorven voor men aan het handschrift begon te werken en een Lieven van Antwerpen lijkt ook vrij onwaarschijnlijk gezien Lieven van Lathem ook al in 1493 was overleden. De "Girardo de Guant" deed sommigen denken aan Gerard Horenbout. Zoals bij de meeste handschriften verschillen de meningen van de kunsthistorici over de miniaturisten die aan het breviarium meewerkten. Vooreerst zijn er diegenen die de verluchting toeschrijven aan Gerard Horenbout en Alexander Bening en zijn zoon Simon Bening. Anderen spreken dan weer van de meester van Jacobus IV van Schotland, die in de oudere werken wordt vereenzelvigd met Gerard Horenbout en over de Maximiliaan-meester die op zijn beurt wordt geïdentificeerd als Alexander Bening.
Sommige miniaturen worden toegeschreven aan Gerard David.
Tegenwoordig, anno 2013, zijn de meeste kunsthistorici het eens over de Meester van Jacobus IV van Schotland, Alexander Bening, de Meester van de David scènes in het Grimani Breviarium, Gerard David en Simon Bening.
Zoals hoger gezegd worden de kalenderminiaturen vandaag toegeschreven aan de Meester van Jacobus IV van Schotland. Het model, de Très riches heures, bevond zich in die tijd in Mechelen, in de bibliotheek van Margaretha van Oostenrijk en was dus waarschijnlijk toegankelijk voor de Jacobus-meester. Hoewel hij zijn miniaturen baseerde op die van de gebroeders Van Limburg, zijn er toch duidelijke verschillen. De landschappen hebben duidelijk meer diepte en het atmosferisch perspectief wordt correct toegepast. Ook het gebruik van de kleuren is geëvolueerd, de Jacobus-meester past zijn palet aan in functie van het seizoen.
In de onderstaande tabel vindt men de afbeeldingen die gebruikt werden voor de kalenderminiaturen. Ook hier kan men zien dat de volbladminiatuur telkens identiek hetzelfde thema heeft als de vergelijkbare miniatuur in de Très riches heures.
| Maand     | Fol.  | Omschrijving                                                           |  | Fol.  | Omschrijving |
| --------- | ----- | ---------------------------------------------------------------------- |  | ----- | --- |
| Januari   | verso | Feestmaal                                                              |  | recto | Boeren houden een toernooi. De ene partij vecht onder het vaandel van Vlaanderen, de andere onder dat van het huis Habsburg                   |
| Februari  | verso | Een gezinnetje dat zich warm houdt in een boerderij                    |  | recto | Kinderen maken winterpret en de ouderen sprokkelen en klieven hout                                                                            |
| Maart     | verso | Ploegen van het land en zaaien op de achtergrond                       |  | recto | Palingvangst |
| April     | verso | Een adellijk gezelschap bij een vijver, een van de dames plukt bloemen |  | recto | Een schaapherder weidt zijn kudde |
| Mei       | verso | Een adellijk gezelschap op een wandeling te paard met muzikanten       |  | recto | Het melken van de koeien |
| Juni      | verso | Maaien van het gras                                                    |  | recto | Vissen met een fuik in de rivier en de jacht op de reiger in de moerassen.                                                                    |
| Juli      | verso | Oogsten van het graan en scheren van schapen                           |  | recto | Een ganzenhoeder |
| Augustus  | verso | Een jachttafereel, een adellijk gezelschap vertrekt voor de jacht      |  | recto | Een boer bezig met de oogst doet een dutje en een andere laaft zich aan een bron                                                              |
| September | verso | Het oogsten van de druiven                                             |  | recto | Een aderlating in het grote paneel en een vrouw die een geit melkt in het kleinere paneel.                                                    |
| Oktober   | verso | Eggen en zaaien                                                        |  | recto | Vogelvangst: met netten, met een lokvogel en een allusie op de valkenjacht.                                                                   |
| November  | verso | Eikels uit bomen slaan voor de varkens                                 |  | recto | Een voorstelling van de viering van Sint Maarten, met muzikanten aan het hoofd van een optocht die zich naar de koning van het feest begeven. |
| December  | verso | Everzwijnenjacht                                                       |  | recto | De stekels van het everzwijn worden afgebrand en rechts steekt een vrouw een brood in de oven.                                                |

De miniaturen in het psalter worden toegeschreven aan de 'Meester van de David-scènes in het Grimani-breviarium'. Deze artiest, die een leerling was van de Jacobus-meester, verluchtte de beginpsalmen van de metten voor alle weekdagen (psalmen 1, 26, 38, 68, 80 en 97) en een bijkomende miniatuur bij het begin van het psalter. Hij gebruikte zelden de traditionele iconografie, maar baseerde veel van zijn illustraties op de psalmencommentaren van Nicholas de Lyre. Ook de keuze van de bekoring van Eva als inleidende miniatuur van het psalter is verre van een standaardiconografie, hoewel niet gerelateerd aan de commentaren van Nicholas de Lyre. Naast de voornoemde commentaren liet hij zich ook inspireren door de Legenda Aurea van Jacobus de Voragine en door de tekst zelf. De iconografie van het psalter in het Breviarium Grimani is dus vrij origineel en verwant aan de illustratie van het Pembroke-psalter. De iconografie van de andere onderdelen van het brevier zijn veeleer van het traditionele type.

## Lijst van de miniaturen
Lijst van alle miniaturen in het handschrift. Voor de verklaring van de kolommen zie: De kalenderminiaturen zijn niet in deze lijst opgenomen.
| Fol.                                  | Dipt | Type | Hgt | Marge | Init | Omschrijving |
| ------------------------------------- | ---- | ---- | --- | ----- | ---- | --- |
| Tijdeigen                             |      |      |     |       |      | |
| f14v                                  | j    | 1a   |     |       |      | De hoofden van de twaalf stammen van Israël biddend voor de komst van de Messias. Het tafereel is gesitueerd in een rotslandschap. God de Vader verschijnt in de wolken. |
| f15r                                  | j    | 2b   |     |       |      | Eerste zondag van de advent. Jacob, in de voorhof van een woning met landschap op de achtergrond, zegent zijn jongste zoon Jozef en stuurt hem naar zijn broers (Genesis 27). Op het middenplan zien we Jozef de weg vragen en op het achterplan zien we de broers die hun kudden weiden. In het kader scènes uit het verhaal van Jozef.                                                                 |
| f43v                                  | j    | 1a   |     |       |      | Kerstmis. De geboorte en de verkondiging aan de herders |
| f44r                                  | j    | 1b   |     |       |      | Visioen van keizer Augustus en de Sibille van Tibur van de komst van Christus. In het kader boeren die een reidans uitvoeren. |
| f51v                                  | j    | 1b   |     |       |      | Het visioen van Johannes de Evangelist op het eiland Pathmos (Apocalyps). In de omlijsting: scènes uit het leven van Johannes. |
| f52r                                  | j    | 1b   |     |       |      | De gifproef van Johannes, gesitueerd in het portaal van een gebouw. Aristodemus kijkt toe met een groep mensen en op de voorgrond creperen de twee ter dood veroordeelden die hetzelfde gif moesten drinken. In de omlijsting: De marteling van Johannes in Rome en het instorten van de tempel van Diana in Ephese.                                                                                     |
| f57v                                  | n    | 3a   |     |       |      | De besnijdenis, voorgesteld in een gotisch kerkgebouw dat de tempel moet voorstellen. |
| f74v                                  | j    | 3a   |     |       |      | De aanbidding der wijzen |
| f75r                                  | j    | 2b   |     |       |      | De Koningin van Sheba voor Salomon (I Koningen 10). In de omlijsting: een bode die haar komst aankondigt en de koningin met haar gezelschap op reis. |
| f138v                                 | j    | 2b   |     |       |      | De kruisiging met een grote menigte aan de voet van het kruis, maar de heilige vrouwen en Johannes ontbreken. In de omlijsting het passieverhaal. |
| f139r                                 | j    | 2b   |     |       |      | Mozes zet de koperen slang op een staak boven op een berg (Numeri 21). Aan de voet van de berg kijkt het volk op naar de slang, enkelen zijn aan de plaag bezweken en liggen dood op de voorgrond. |
| f162v                                 | j    | 9a   |     |       |      | In de hoofdminiatuur zien we de verrijzenis van Christus met slapende soldaten rondom het graf. In de rand is de verschijning van Christus aan Thomas afgebeeld. De rand is uitgewerkt als een achterliggende volbladminiatuur. |
| f163r                                 | j    | 2b   |     |       |      | Samson bevrijdt zich door de poorten van Gaza weg te nemen (Rechters 16). Samson stapt met de poorten onder zijn arm weg van de stad Gaza die is afgebeeld op de achtergrond. In de omlijsting het verhaal van de profeet Jonas. |
| f191v                                 | j    | 1a   |     |       |      | Hemelvaart: Maria met de apostelen op de voorgrond en men ziet nog net de voeten van Christus die verdwijnen achter een wolk. De berg van waarop Christus ten hemel stijgt, staat centraal in de miniatuur. In de wolken zien we engelen kleur op kleur. |
| f192r                                 | j    | 2b   |     |       |      | De broers van Jozef voor de onderkoning van Egypte (Jozef die zij als slaaf verkochten). In de omlijsting: de Jakobsladder en de hemelvaart van Elias. |
| f205v                                 | j    | 1a   |     |       |      | Pinksteren: De Heilige Geest, in de vorm van een duif, zweeft boven Maria en de apostelen. Het tafereel is gesitueerd onder een gotische loggia. |
| f206r                                 | j    | 1b   |     |       |      | De bouw van de toren van Babel. |
| f213v                                 | j    | 1a   |     |       |      | De Drievuldigheid zetelend op een troon boven het firmament. |
| f214r                                 | j    | 2b   |     |       |      | Drie engelen kondigen aan Abraham aan dat Sara hem een zoon zal schenken (Genesis 18). Het tafereel is gesitueerd in de voorhof van een woning en we zien een vrouw die meeluistert in de deuropening. Omlijsting: de drie kinderen in de vuuroven. |
| f219v                                 | n    | 2c   |     |       |      | Sacramentsdag: voetwassing en laatste avondmaal. In de omlijsting: Het verzamelen van het manna, Melchisedech geeft brood aan Abraham en de aanbidding van de hostie. |
| Psalter                               |      |      |     |       |      | |
| f286v                                 | n    | 3a   |     |       |      | Begin van het Psalter. De zondeval van Adam en Eva in het paradijs. |
| f288v                                 | j    | 3a   |     |       |      | De terugkeer van David na zijn gevecht met Goliath. David wordt aan de stadspoort door het volk bejubeld. Op de achtergrond zien we het gevecht met Goliath. |
| f289r                                 | j    | 2b   |     |       |      | De zalving van David door Samuel voor een Vlaamse boerenhof met de familie die toekijkt (I Koningen 16). In de omlijsting wordt het volledige verhaal geïllustreerd. |
| f310v                                 | n    | 3a   |     |       |      | Het kader is horizontaal verdeeld in twee taferelen. Op het bovenste zien we de zalving van David in Hebron (II Koningen 2). Op het onderste het uitroepen van David tot koning van Israël (II Koningen 4) |
| f321v                                 | n    | 3a   |     |       |      | David voorziet de belegering en de inname van Jeruzalem door koning Antiochus IV (1 Makkabeeën 5 en 7) en de marteldood van de zeven Makkabeeër broers en hun moeder. |
| f337v                                 | n    | 3a   |     |       |      | Bespotting van Christus en Ecce Homo op het achterplan. In de achtergrond zien we de kruisiging. Illustratie van psalm 68 die beschouwd werd als een voorafbeelding van de passie van Christus. Kader ontbreekt bij miniatuur en marge. |
| f348v                                 | n    | 3a   |     |       |      | David plaatst de ark in het tabernakel met verschillende taferelen van de plechtigheden in het huis van Obed-Edom (Samuel 6). |
| f357v                                 | n    | 3a   |     |       |      | David in gebed tussen het volk. Nazareth op de achtergrond (wijst op Jezus van Nazareth de verlosser). In de rotswand links het vagevuur en de hellemond. |
| Gemeenschappelijke der heiligen       |      |      |     |       |      | |
| f401r                                 | n    | 2b   |     |       |      | De twaalf apostelen staande in een landschap elk met zijn attributen. In de omlijsting rechts een beeld van Christus op een zuil, onderaan Putti. |
| f407v                                 | n    | 3a   |     |       |      | Marteling van de heilige Valentijn in een landschap buiten de stad met de keizer (?) en zijn gevolg die toekijken. |
| f422v                                 | n    | 3a   |     |       |      | Priesters en belijders staande in een kerkgebouw. Elk draagt de tekenen van zijn waardigheid (tiara, mijter etc.). |
| f432v                                 | n    | 3a   |     |       |      | |
| Officie van de doden en Mariagetijden |      |      |     |       |      | |
| f499v                                 | j    | 9b   |     |       |      | Tondo in een rechthoekig kader. De tondo toont de sterfscène van een rijk man. In het kader bovenaan in de lucht het gevecht tussen engelen en duivels. Onderaan zien we een voorstelling van het thema van de drie levenden en de drie doden. Het geheel zou een horloge symboliseren, de tijd die doortikt naar de dood.                                                                               |
| f450r                                 | j    | 9a   |     |       |      | In de hoofdminiatuur zien we de binnenkant van een kerkgebouw waar een dodenmis plaatsvindt. In het kader is de buitenzijde van de kerk en de voorhof afgebeeld. In de voorhof heeft de teraardebestelling plaats. |
| Eigene der heiligen                   |      |      |     |       |      | |
| f468v                                 | j    | 1a   |     |       |      | Kroning van de Heilige Maagd. Centraal zien we de Drie-eenheid die Maria kroont. Dit tafereel is omringd door engelen en heiligen. |
| f469r                                 | j    | 2b   |     |       |      | Titel: Gelukzaligen en verdoemden. De miniatuur toont de aanbidding van God in de hemel en de zielen van de rechtvaardigen die door engelen naar de hemel worden gedragen. In de omlijsting zien we de verdoemden neerstorten en branden in de hel. |
| f470v                                 | n    | 9c   |     |       |      | De heilige Andreas met zijn kruis. Op het middenplan zien we zijn marteldood, op de achtergrond een stad. De marge wordt gevormd door geschilderde kastjes waarin allerlei gewijd vaatwerk is ondergebracht. |
| f478v                                 | n    | 3a   |     |       |      | De heilige Anna met naast haar David en Salomon. Maria wordt getoond als kind in haar buik. God de Vader kijkt toe vanuit de hemel. |
| f496r                                 | n    | 2b   |     |       |      | De heilige Antonius in monnikspij in een tamelijk paradijselijk landschap met een kluis op de achtergrond. In de omlijsting zien we de bekoringen van Antonius. |
| f500r                                 | n    | 3a   |     |       |      | Fabianus en Sebastiaan staande voor een baldakijn, Fabian als paus en Sebastiaan als soldaat met boog en pijl. |
| f514v                                 | n    | 2b   |     |       |      | Lichtmis. Opdracht in de tempel met een groot gezelschap dat toekijkt. Jozef draagt het traditionele offer van twee duiven in een netje. De marge bestaat uit een ruitvormig rasterwerk ingelegd met parels en edelstenen. |
| f530v                                 | n    | 3a   |     |       |      | Annunciatie |
| f538v                                 | n    | 3a   |     |       |      | De heilige Joris te paard doodt de draak. Op het middenplan zien we de prinses van Trebizonde die door Joris gered wordt. Op de achtergrond rechts zien we een stad. |
| f542v                                 | n    | 3a   |     |       |      | Philippus met kruisstaf en Jacobus de Meerdere met knuppel. |
| f579v                                 | n    | 3a   |     |       |      | Het mirakel van de heilige Antonius van Padua in Rimini. De uitgehongerde ezel knielt voor de hostie in plaats van het aangeboden hooi op te vreten. |
| f593v                                 | j    | 2c   |     |       |      | De geboorte van Johannes de Doper. We zien in de kraamkamer een vroedvrouw die het kind gaat wassen. In de omlijsting zijn er afbeeldingen van het doopsel van Christus in de Jordaan en beelden van Johannes met lam en Jesaja. Daarnaast zijn er twee kleine miniaturen met de boodschap aan Zacharias en Zacharias als priester, offerend in de tempel.                                               |
| f594r                                 | j    | 2b   |     |       |      | Johannes met zijn leerlingen in een landschap wandelend wijst Christus aan die op de andere oever staat. In de omlijsting zien we het doopsel van Christus en de aankondiging van de verlosser. |
| f602v                                 | j    | 2c   |     |       |      | De heilige Petrus als paus troont op de pauselijke zetel (faldistorium) in een kerkgebouw. In de omlijsting zien we standbeelden van Christus en de Heilige Maagd en miniaturen van de opwekking van Tabita uit de dood (Handelingen 9) en de ontmoeting met de centurion en het daaropvolgende vertrek naar Caesarea en Antiochië.                                                                      |
| f603r                                 | j    | 2b   |     |       |      | De heilige Paulus met boek en zwaard. Op de achtergrond zien we zijn bekering. In de omlijsting: de marteldood van Paulus. |
| f610v                                 | n    | 3a   |     |       |      | Visitatie in de tuin van een landhuis. Jozef nadert op de achtergrond. |
| f621v                                 | n    | 3a   |     |       |      | Processus en Martinianus voor de praetor in Rome. |
| f623v                                 | n    | 5a   | 11  | 3a    | 6    | De zeven martelaren, zonen van de heilige Felicitas. |
| f627v                                 | j    | 1a   |     |       |      | Maria Magdalena in de Sainte-Baumegrot bij Marseille. Op de achtergrond zien we de hemelvaart van Maria Magdalena. |
| f628r                                 | j    | 2b   |     |       |      | Christus vergeeft de overspelige vrouw die voor hem geknield ligt. Hij staat met zijn apostelen in een stad en links van hen zien we de aanbrengers. In de omlijsting zien we een dispuut van Jezus met de Farizeeën waarbij die hem willen stenigen. Rechts zien we Maria Magdalena die zich met Maximinus inscheept voor haar reis naar Gallië (gebaseerd op het verhaal van Sigisbert van Gembloers). |
| f632r                                 | n    | 3b   |     |       |      | Jacobus de Meerdere, te paard, vechtend tegen de Moren. |
| f635v                                 | n    | 3c   |     |       |      | De heilige Christoffel met het kindje Jezus. |
| f636r                                 | n    | 5b   | 11  | 3a    | 7    | De heilige Anna en Maria met kind, staande naast elkaar. |
| f642v                                 | n    | 5a   | 11  | 3a    | 6    | De heilige Martha met boek en huishoudelijke attributen. |
| f646b                                 | n    | 3a   |     |       |      | De heilige Petrus door een engel bevrijd van zijn boeien in de Mamertijnse gevangenis in Rome. Op de achtergrond zien we Petrus en de engel weglopen. |
| f654v                                 | n    | 5b   | 11  | 3a    | 6    | Het mirakel van Onze-Lieve-Vrouw-ter-Sneeuw. |
| f660v                                 | n    | 9c   |     |       |      | De transfiguratie op de berg Tabor (Mattheus 17:5). Christus staat boven op de berg met naast hem in de lucht Mozes en Elias. De drie apostelen staan onderaan de berg. |
| f667v                                 | n    | 5a   | 11  | 3a    | 6    | Marteling van de heiligen Cyriacus, Smaragdus, Largus en hun 20 gezellen. |
| f683v                                 | j    | 1a   |     |       |      | Maria op haar sterfbed omringd door de apostelen. |
| f684r                                 | j    | 1b   |     |       |      | Christus Koning kroont zijn moeder. Op de voorgrond onder, engelen die het gordijn openhouden en Christus en zijn moeder bewieroken. Als achtergrond de engelenkoren in goudkleur op goudkleur. |
| f706r                                 | n    | 5a   | 11  | 3c    | 7    | De heilige Bartholomeüs met boek en mes. Omkadering met rozenkrans links en juwelen met liturgische betekenis onder. |
| f715r                                 | n    | 5a   | 12  | 3a    | 7    | Onthoofding van Johannes de Doper voor een burcht. |
| f719v                                 | n    | 1a   |     |       |      | De heilige maagd onder een baldakijn omringd door vijf vrouwelijke heiligen. Van links naar rechts: Catharina van Alexandrië, Cunegonde van Luxemburg, Geertruide, Goedele en Agnes. De vrouwen zitten op een grasveld met achter het baldakijn een berglandschap. |
| f727v                                 | n    | 5a   |     | 3a    | 7    | Adriaan van Nicodemia staand op een leeuw met een zwaard. |
| f738r                                 | n    | 5a   | 11  | 3b    | 7    | Mattheüs de evangelist (in buste) met hellebaard. |
| f744v                                 | n    | 5b   | 11  | 3b    | 7    | Cosmas en Damianus met urinefles en vijzel |
| f746v                                 | n    | 3a   |     |       |      | Aartsengel Michaël in liturgische mantel met zwaard en kristallen kruisstaf met vaandel. |
| f751v                                 | n    | 3a   |     |       |      | De heilige Hiëronymus als kardinaal lezend in een boek, naast hem de leeuw. Een kluis op de achtergrond. |
| f754r                                 | n    | 3b   | 11  | 3a    |      | Sint-Remigius als bisschop met kromstaf onder een baldakijn. |
| f756v                                 | n    | 3a   |     |       |      | Franciscus van Assisi ontvangt de stigmata. Op de achtergrond een rotslandschap. Een ordebroeder leest achter hem in een boek. |
| f780r                                 | n    | 5b   | 11  | 3b    | 7    | Onthoofding van de heiligen Sergius en Bacchus, Marcellus en Aurelius. |
| f781v                                 | n    | 5b   | 11  | 3a    | 7    | De heilige Lucas, de evangelist, schildert de Heilige Maagd. In de Gent-Brugse strooirand is er een levensgrote libel die over de tekstblok en de borderrand ligt. |
| f786r                                 | n    | 5c   | 12  | 3a    | 7    | De apostelen Simon en Judas met zwaard en winkelhaak in een weide. |
| f788v                                 | n    | 1a   |     |       |      | Allerheiligen. Processie die zich door een landschap slingert geleid door Maria, Petrus, Hiëronymus, Augustinus, Gregorius de Grote, Lodewijk IX en Godfried van Bouillon. |
| f807v                                 | n    | 5c   | 12  | 3a    | 7    | Sint Maarten deelt zijn mantel met een bedelaar. |
| f812r                                 | n    | 5c   | 12  | 3b    | 7    | Elizabeth van Hongarije deelt aalmoezen uit. |
| f818v                                 | n    | 5c   | 12  | 3a    | 7    | De heilige Cecilia met een orgeltje voor een landschap. |
| f824v                                 | j    | 1a   |     |       |      | Het dispuut tussen de heilige Catharina van Alexandrië en de godgeleerden, in een stad met gefantaseerde architectuur in de stijl van Jan Gossaert. Diens naam is terug te vinden in de fries van een van de gebouwen. |
| f825r                                 | j    | 2b   |     |       |      | De marteldood van de heilige Catharina met het mirakel van de vernietiging van het rad op de achtergrond. In de omlijsting: scènes uit het leven van Catharina. |
| f828r                                 | n    | 3b   |     |       |      | Vooraan de heilige Barbara in een ommuurde tuin met achter haar links een kasteel en rechts de toren. Op de achtergrond zien we haar marteldood. |
| f830v                                 | j    | 1a   |     |       |      | Madonna zittend met het kindje rechtstaand tegen haar aan en zijn armpje om haar hals. Als achtergrond een landschap met schapen en herders, bomen en weides en rechts achter een stad. Dit is een typische voorstelling van Maria die rust tijdens de vlucht naar Egypte, op het achterplan zien we trouwens Jozef met de ezel.                                                                         |
| f831r                                 | j    | 1a   |     |       |      | De mystieke attributen van de Maagd Maria. |